# Sturzkampfgeschwader 3
Das Sturzkampfgeschwader 3 war ein Verband der Luftwaffe der Wehrmacht im Zweiten Weltkrieg. Als Sturzkampfgeschwader, ausgestattet mit Sturzkampfbombern vom Typ Junkers Ju 87, führte es Luftangriffe im Sturzflugverfahren mit Bomben, auf zugewiesene Ziele durch. Das Geschwader beteiligte sich an der Luftschlacht um England, dem Balkanfeldzug, dem Afrikafeldzug und dem Deutsch-Sowjetischen Krieg. Nach der Umbenennung in Schlachtgeschwader 3 war es mit Schlachtfliegern vom Typ Junkers Ju 87 und später Focke-Wulf Fw 190 ausgestattet und führte Luftangriffe mit Bomben und Bordwaffen unmittelbar zur Unterstützung der Bodentruppen durch.

## Geschichte

### Geschwaderkommodore und Geschwaderstab
Am 9. Juli 1940 wurde in Dinard / Frankreich der Stab Sturzkampfgeschwader 3 aus dem Stab des Kampfgeschwaders 28 gebildet. Kommodore wurde Oberstleutnant Edert. Als erstes wurde dem StG 3 im Juli 1940 die I./StG 1 und die II./StG 2 unterstellt. Aber erst am 13. Januar 1942 wurde dann aus der I./StG 1 die II./StG 3 und aus der II./StG 2 die III./StG 3. In Afrika kam dann als dritte Gruppe noch die I./StG 3 dazu, die vorher anderen Geschwadern unterstellt war und nicht zum StG 3 gehörte. 1940: in Frankreich war das StG 3 mit der I./StG 1 und der II./StG 2 dem IV. Fliegerkorps unterstellt. Anfang 1941 wurden sie dem X. Fliegerkorps in Catania unterstellt und verlegten nach Sizilien. Vom 8. Januar bis 12. Februar 1941 lagen der Stab StG 3 unter Oberst Edert mit der Stabsstaffel (He 111), der II./StG 2 und der I./StG 1 in Trapani / Sizilien. Ab 13. Februar 1941 lagen der Stab StG 3 mit der II./StG 2 und der I./StG 1 in Bir Dufan, 160 Kilometer südostwärts von Tripolis/Nordafrika. Im April 1941 verlegte der Stab StG 3 nach Österreich als „Fliegerführer Graz“ für den Luftkrieg gegen das Königreich Jugoslawien mit der II./StG 77 und ab August 1941 wieder nach Nordafrika. Kommodore wurde Major Karl Christ. 1942 operierte das StG 3 erstmals mit Stab StG 3, der I./StG 3, der II./StG 3 und III./StG 3 im geschlossenen Verband auf dem Kriegsschauplatz Nordafrika. Im Dezember 1942 wurde der Stab StG 3 in Nordafrika aus dem Einsatz gezogen und zur Auffrischung nach Herzogenaurach verlegt. Das Geschwader mit drei Gruppen wurde wieder auf unterschiedliche Kriegsschauplätze verstreut. Anfang 1943 verlegte der Stab StG 3 in den besetzten Teil der Sowjetunion. Im Juli 1943 verlegte er dann nach Eleusis im besetzen Griechenland, wo ihm wieder die I./StG 3 in Megara, westlich von Athen, und die II./StG 3 in Argos auf dem Peloponnes unterstellt wurde. Am 18. Oktober wurden der Stab und die Gruppen in Schlachtgeschwader umbenannt. Im November 1943 begann die Verlegung an die Ostfront. Ab März 1944 war der Stab Schlachtgeschwader 3 (SG 3) mit der I./Schlachtgeschwader 3 in Dorpat stationiert. Die unterstellte II./SG 3 lag in Petschur. Im Juni wurde aus dem Stab SG 3 der Gefechtsverband Kuhlmey für den Einsatz in Finnland gebildet. Im Juni/Juli befand sich der Stab SG in Finnland. Im Oktober 1944 lagen der Stab mit der II. Gruppe in Libau und die III. Gruppe in Frauenburg. Es folgten Einsätze in Ostpreußen bei der 4. Fliegerdivision. 1945 war Einsatz bei der Luftflotte 6 an der Ostfront. Am 5. Februar lagen der Stab und die I. Gruppe in Jesau, II. Gruppe in Sprottau und die III. Gruppe in Kurland unter der Luftflotte 1. Im April 1945 befand sich der Stab und die II. Gruppe bei der Luftflotte 6, die I. Gruppe beim Luftwaffenkommando Ostpreußen und die III. Gruppe bei der Luftflotte 1. Markantester Kommodore des StG 3 bzw. SG 3 war Kurt Kuhlmey, der über die Verwendungen Staffelkapitän, Gruppenkommandeur und Geschwaderkommodore in der Stukawaffe auf Ju 87 bis zum Oberst aufstieg und der ab 1955 zum Strahlflugzeugführer in den USA ausgebildet wurde und der ab 1956 die Jagdbomberwaffe der Bundesluftwaffe aufbaute.

### I. Gruppe

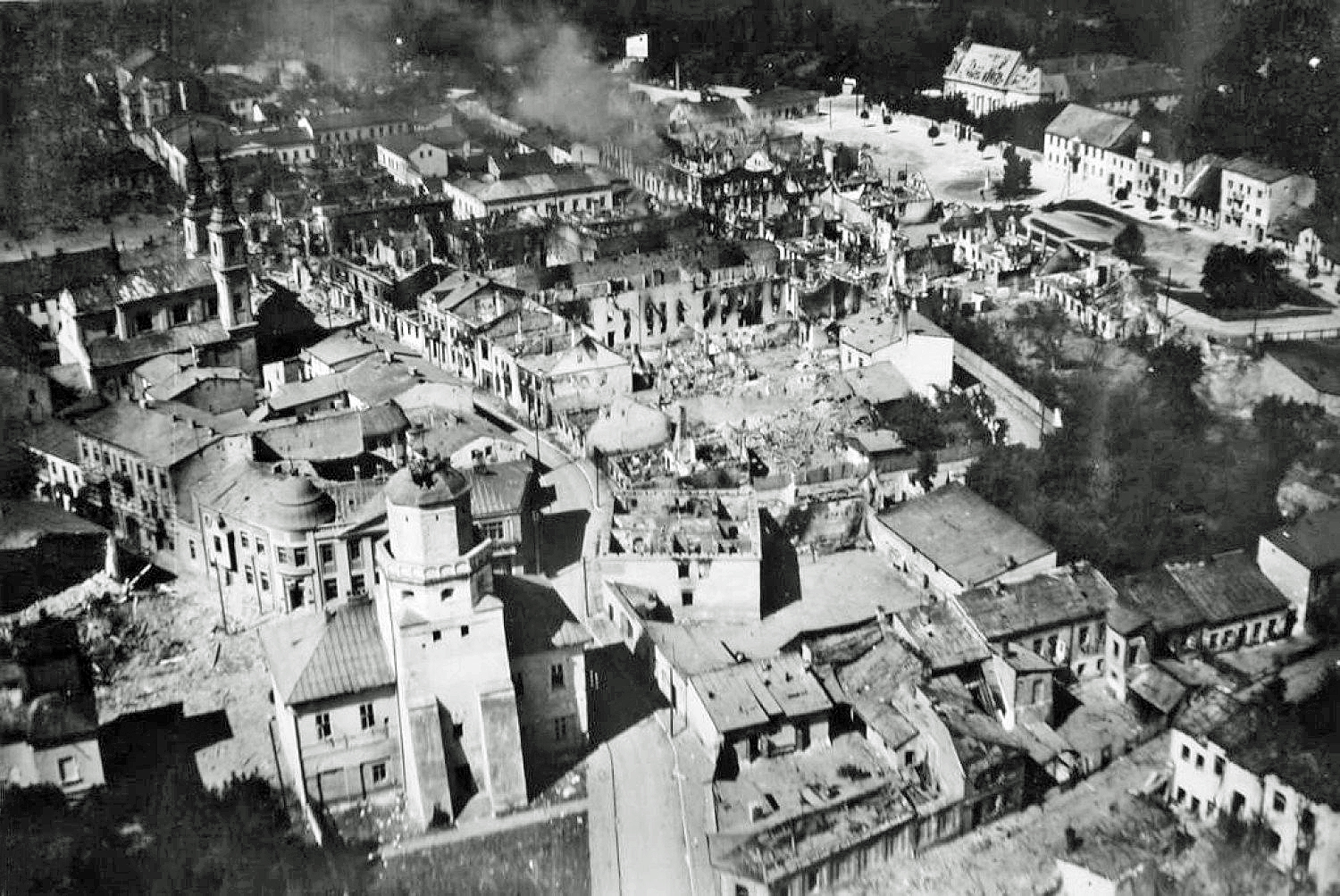
Das bombardierte Wielun nach dem Angriff der deutschen Bomber.

Der Ursprung der I. Gruppe Sturzkampfgeschwaders 3 geht auf das Jahr 1936 zurück. Am 1. April 1936 wurde in Lübeck-Blankensee die II. Gruppe Sturzkampfgeschwaders 162 (II./St.G. 162) im Luftkreis 2 aufgestellt. Sie wurde am 1. April 1937 in I. Gruppe Sturzkampfgeschwader 167 (I./St.G. 167) im neu geschaffenen Luftkreis 7 umbenannt. 1938 verlegte die I./StG 167 nach Graz in Österreich (Luftkreis 8) und wurde dort in I./St.G. 168 umbenannt. Im Zuge der Neuorganisation der Luftwaffe in Luftflotten erhielt die Gruppe am 1. Mai 1939 nunmehr die Bezeichnung I. Gruppe Sturzkampfgeschwader 76 (I./St.G. 76), bekannt auch als Grazer Gruppe bei der Luftflotte 4. Die Kennung für das StG 76 war S1. Analog dazu erhielt das StG 77 die Kennung S2. Das Wappen der Gruppe zwischen 1939 und 1940 war der Steirische Panther auf einem Wappenschild. Im August 1939 erfolgte die Verlegung nach Cottbus. Am 15. August 1939 verlor die Gruppe beim „Stuka-Unglück von Neuhammer“ 13 Stukas Ju 87 mit ihren Besatzungen durch Absturz bei einer Flugvorführung. Beim Überfall auf Polen im September 1939 flog die Gruppe am ersten Kriegstag, neben dem Sturzkampfgeschwader 77, Luftangriffe auf die Kleinstadt Wieluń, die dadurch weitgehend zerstört wurde. 1200 Menschen wurden getötet. Militärische Ziele waren durch die Flugzeugführer nicht festgestellt worden. Da es sich um einen Angriff auf ein nicht militärisches Ziel handelte, sei die Bombardierung als Kriegsverbrechen zu werten. Nach dem Krieg gegen Polen verlegte die I./StG 76 zurück nach Graz-Thalerhof.

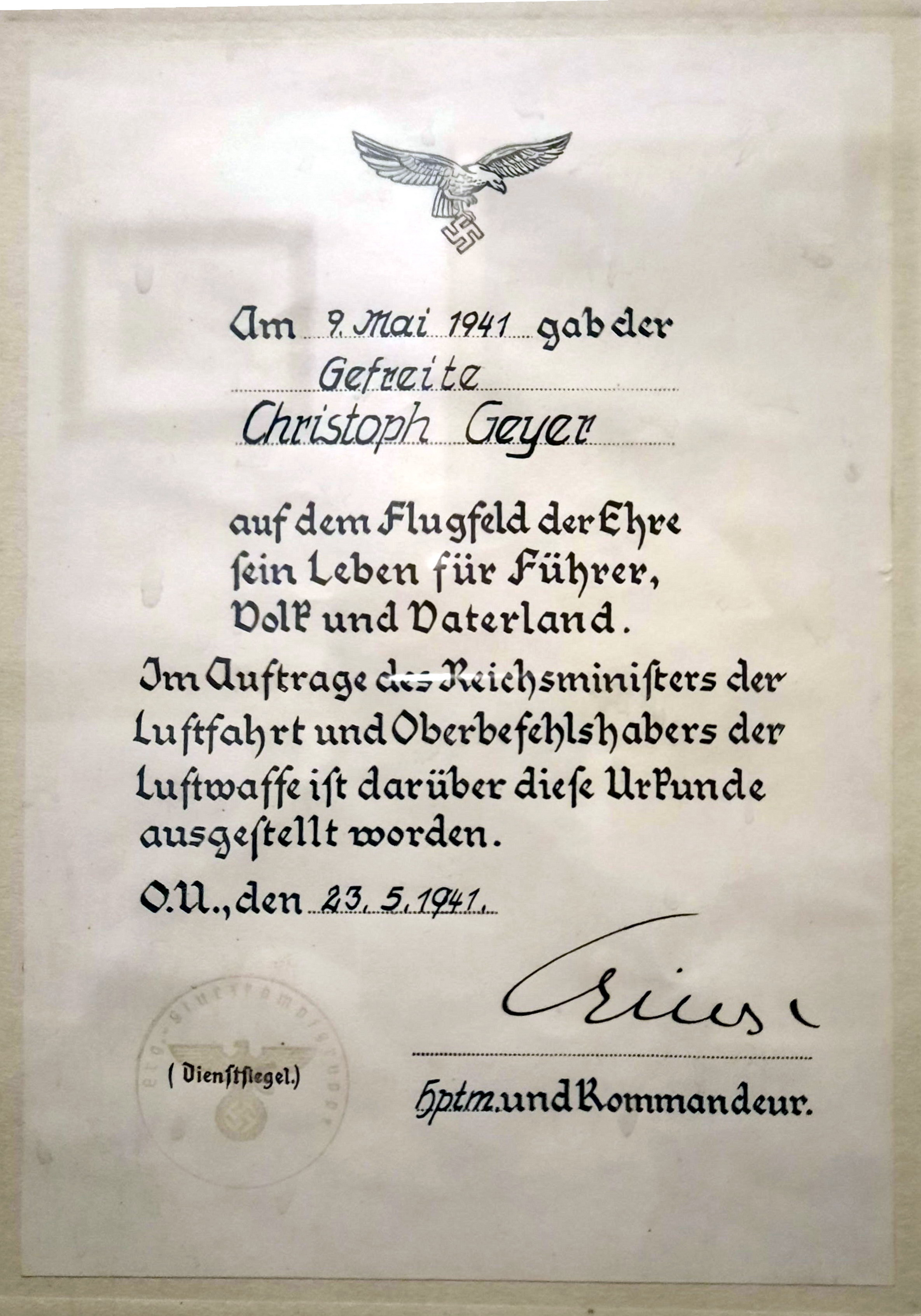
Urkunde über den Tod eines Angehörigen einer Sturzkampfgruppe

Im April 1940 verlegte sie nach Koblenz. Im Mai 1940 flog die I./StG 76 im Verband des VIII. Fliegerkorps Einsätze in Nordfrankreich und im Juni 1940 Einsätze bei der Schlacht um Frankreich. Danach verlegte sie mit dem VIII. Fliegerkorps in die Normandie. Die I./StG 76 wurde dann am 9. Juli 1940 in I./StG 3 umbenannt. Sie behielt dabei die alte Geschwaderkennung S1 (eigentlich StG 76). Die I./StG 3 wurde aber nicht dem StG 3 unterstellt, sondern dem StG 1. Im Juli und August flog die I./StG 3 Einsätze beim Kanalkampf und bei der Luftschlacht um England von der Halbinsel Cotentin aus. Danach Verlegung an den Pas de Calais nach Barly, als Ausgangsbasis für Einsätze im Rahmen des geplanten aber nicht verwirklichten Unternehmens „Seelöwe“. Danach Rückverlegung in die Normandie. 1941 Teilnahme am Feldzug gegen Griechenland unter dem Kommodore StG 2, Oberstleutnant Dinort, an der Siegesparade über Athen sowie bei der Luftlandeschlacht um Kreta. 1941 wurde die I./StG 3 dem Kommodore StG 3 erstmals unterstellt. Nach Stationierungen auf Rhodos, Aleppo (Syrien) und Kreta flog die Gruppe auf dem afrikanischen Kontinent bis November 1942 im Afrikafeldzug. Ab 1. April 1942 trug auch die I./StG 3 die Geschwaderkennung S7. Nach der Verlegung der Gruppe von Herzogenaurach Anfang 1943 an die Ostfront flog diese dort von Februar bis Ende Juni 1943 von Kertsch/Krim aus Einsätze am Kuban.
Ab Anfang Juli 1943 nach Megara/Griechenland verlegt, erfolgten Einsätze gegen italienische Truppen auf Kefalonia und Korfu (15. bis 24. September 1943 vom Flugplatz Araxos aus). Ab Oktober 1943 Einsätze gegen die Royal Navy in der Ägäis und gegen britische Truppen auf dem Dodekanes. Am 7. Oktober 1943 Angriff auf den Kreuzer Penelope westlich von Rhodos. Am 9. Oktober 1943 Angriff und Versenkung des Zerstörers Panther westlich von Rhodos um 12.03 Uhr (C-Zeit), Beschädigung des Kreuzers Carlisle. Am 18. Oktober 1943 wurde das Geschwader in Schlachtgeschwader 3 umbenannt. Die I. Gruppe erhielt die Bezeichnung I./SG 3. Vom 12.–16. November 1943 Einsätze bei der Schlacht von Leros, am 17. November 1943 Bombardierung von Samos. Danach Verlegung über Sarajewo und Mostar nach Markersdorf/Österreich zur Auffrischung und Ausrüstung mit Ju 87 D5. Verlegung über Deutschland nach Dorpat/Estland ab Februar 1944. Erster Einsatz durch Vorkommandos ab 3. Februar 1944. Volle Stärke ab Ende Februar/Anfang März 1944. Im März 1944 flog die I./SG 3 Einsätze im Raum Narwa, Kriwasoo, Omuti, Pleskau Nord und Süd, Ostrow, Chertova Gora und Pustoschka. Am 8. April 1944 führte die I./SG 3 ihren 2000. Feindflug seit Verlegung an die Ostfront durch. Im Mai 1944 flog die 1. Staffel /SG 3 unter Führung von Oberleutnant Töpfer ihren 1000. Einsatz seit Verlegung nach Dorpat.
Vom 16. Juni bis 20. Juli flog die I. Gruppe Schlachtgeschwader 3 Einsätze in Finnland als Teil des Gefechtsverband Kuhlmey. Vom 21. Juli bis August 1944 flog sie erneut Einsätze von Dorpat aus, ehe sie nach Pardubitz/Böhmen verlegt wurde, wo sie mit Fw 190 ausgerüstet wurde. Danach flog sie wieder Einsätze zunächst in Kurland und dann in Ostpreußen von Gerdauen, Heiligenbeil und Brüsterort aus.

### II. Gruppe
Am 1. November 1938 wurde die Schlachtfliegergruppe I./160 des Sturzkampfgeschwaders 160 aufgestellt. Nach Umrüstung von Henschel Hs 123 auf Ju 87 B nach Insterburg verlegt, wurde diese Gruppe dort am 1. Mai 1939 in die I. Gruppe des Sturzkampfgeschwaders 1 umbenannt. Die Kennung der I./StG 1 war A5. Das Wappen der Gruppe war ein schwarzer Rabe mit gelbem Schnabel. 1939 nahm sie am Überfall auf Polen teil. Die I./StG 1 schulte im März und April 1940 in Delmenhorst auf die Junkers Ju 87 R um. Am Norwegenfeldzug nahm die Gruppe als einzige Stuka-Gruppe der Luftwaffe teil. Von Kiel-Holtenau aus wurde sie über dem Raum Oslo eingesetzt. Die 1. Staffel verlegte am 9. April nach Trondheim / Vaernes. Vorübergehend flog die Staffel von Josvatnet aus ihre Einsätze, einem zugefrorenen See bei Trondheim. Staffelkapitän war Oberleutneunt Kurt Kuhlmey, der Anfang 1943 Kommodore des StG 3 wurde. Am 10. April verlegten Gruppenstab sowie 2. und 3. Staffel nach Stavanger-Sola. Am 24. April wurde die Gruppe dann in Trondheim-Vaernes vereint. Dem Fliegerführer Trondheim unterstellt, bekämpfte die Gruppe britische Truppenansammlungen und Flugplatzbelegungen. Außerdem wurde die Gruppe gegen britische Flotteneinheiten eingesetzt. Am 20. Juni verlegte die Gruppe nach Evreux in Frankreich und beteiligte sich an der letzten Phase der Schlacht um Frankreich. Nach kurzer Auffrischung in Beauvais wurde die Gruppe im Juli 1940 dem Kommodore Sturzkampfgeschwader 3 unterstellt und flog Einsätze über dem Ärmelkanal und Südengland.
Im Oktober 1940 lag die Gruppe in Évrecy/Normandie. Die Gruppe wurde im November 1940 aus dem Einsatz gezogen und in Bergen-op-Zoom aufgefrischt. Über Deutschland verlegte die Gruppe Anfang 1941 nach Italien. Vom 8. Januar bis 12. Februar 1941 lag die I./StG 1 unter dem StG 3 in Trapani / Sizilien. Von dort verlegte sie nach Nordafrika. Ab 13. Februar 1941 lag I./StG 1 in Bir Dufan. Anfang April 1941 verlegte sie nach Bulgarien. Vom 7. bis 9. April flog sie Einsätze von Belitsa aus gegen Griechenland. Vom 10. bis 13. April flog sie im Pendelverkehr Bomben von Belitsa nach Prilep. Am 17. April begann die Rückverlegung über Reggio di Calabria nach Trapani. Ab 16. Juni lag die I./StG 1 dann in Derna/Nordafrika. Dort unterstand die Gruppe dem Fliegerführer Afrika (Generalmajor Fröhlich) in Derna, der dem X. Fliegerkorps bei Athen unterstand.
Am 13. Januar 1942 wurde die I./StG 1 in II. Gruppe Sturzkampfgeschwader 3 (II./StG 3) umbenannt.
Von September 1943 bis Ende November 1943 Einsatz im Mittelmeerraum bei der Schlacht von Kefalonia, Korfu, Ägäis, Kos, Leros und Samos. Am 9. Oktober 1943 um 12.14 Uhr C-Zeit als zweite Welle Anflug auf britische Kriegsschiffe bei Rhodos. Um 12.15 Uhr durch US-Abfangjäger der 37. US Fighter Squadron unter Major William Leverette abgefangen und mindestens 6 Ju 87 vernichtet. Am 18. Oktober 1943 wurde sie in auf Rhodos in die II. Gruppe des Schlachtgeschwaders 3 umbenannt und flog unter dieser Bezeichnung bis Kriegsende an der Ostfront. Im Juli 1944 begann die Umstellung auf Fw 190 F. Ihr Weg führte das Geschwader von Juli 1944 von Riga nach Libau, später Jesau-Sprottau und ab Januar 1945 sodann nach Werneuchen und zuletzt nach Finow.

### III. Gruppe
Am 1. Juli 1938 als I. Gruppe des Sturzkampfgeschwaders 162 in Jever aufgestellt, wurde die Gruppe am neuen Standort Stolp-Reitz am 1. Mai 1939 in II. Gruppe Sturzkampfgeschwader 2 (II./St.G. 2) umbenannt. Trotz der Geschwaderbezeichnung hatte die II./StG 2 mit dem Stuka-Geschwader 2 „Immelmann“ jedoch nichts zu tun. Dies betonte General der Bundeswehr Walter Enneccerus nochmals ausdrücklich in seinen Erinnerungen. Ab 1. September 1939 nahm die II./StG 2 am Überfall auf Polen teil. Dabei war sie dem Lehrgeschwader 2 unter Oberst Baier unterstellt. Danach Verlegung nach Bonn-Hangelar. Am 15. Dezember 1939 wurde Hauptmann Walter Enneccerus Kommandeur der Gruppe. Ab 10. Mai nahm die II./StG 2 am Feldzug in Frankreich teil Dabei war sie dem Stukageschwader 1 unter Oberst Baier unterstellt. Dies wiederum unterstand dem Kommando des II. Fliegerkorps unter Generalleutnant Bruno Loerzer. Eingesetzt wurde die II./StG 2 im Bereich der 4. Armee (Generaloberst von Kluge). Nach der Schlacht um Frankreich wurde die Luftwaffe neu geordnet. Ab Juli 1940 wurde die II./StG 2 dem neu geschaffenen Stukageschwader 3 unterstellt. Am 15. August 1940 Einsatz gegen England von Lannion (Bretagne) aus.
Mitte Dezember 1940 erfolgte die Verlegung nach Forli in Norditalien und am 8. Januar 1941 lag die Gruppe in Trapani. Kommandeur war Major Enneccerus, Adjutant Oberleutnant Jakob, Staka 4. Hauptmann Nöller, Staka 5. Oberleutnant Hamester, Staka 6. Oberleutnant Riedinger und der Chef der Flugbetriebskompanie war Hauptmann der Reserve Tschirsch. Der Verband war mit der Ju 87 mit 2 Zusatztanks ausgerüstet, die eine Flugzeit von 4½ Stunden bei 240 km/h im Verband ermöglichten. Mit Zusatztanks war nur die Beladung mit einer Bombe (250, 500 oder 1000 kg möglich). Am 10. Januar 1941 erfolgte der Einsatz der Gruppe zusammen mit der I./StG 1 gegen den britischen Flugzeugträger „Illustrious“, der nach einem Ju 88 Angriff ohne Fahrt im Mittelmeer dümpelte. Am 12. Januar erfolgte zusammen mit einem Ju 88 Verband von Catania aus ein zweiter Angriff auf die „Illustrious“ im Hafen von La Valletta/Malta. Am 13. Januar 1941 erfolgte der Angriff auf den Kreuzer „Southampton“.
Ab 13. Februar 1941 lag die II./StG 2 mit einem Vorauskommando in Bir Dufan/Nordafrika, ebenfalls unter der Stuka 3, die auch in Bir Dufan lag. Am 14. Februar 1941 Angriff auf El Agila. Anfang März war das Bodenpersonal vollständig vorhanden. Mitte März lag die Front bei El Agila. Am 15. März 1941 begann Rommel seinen Vormarsch. Die II./StG 2 und I./StG 1 hatten inzwischen über Tamet nach El Machina verlegt. Von dort aus wurden Einsätze gegen den britischen Rückzug zwischen El Aglila und Agedabia sowie zwischen Agedabia und Bengasi geflogen. Danach Verlegung nach Agedabia und Einsätze gegen britische Kolonnen in der südlichen Cyrenaika. Weiterverlegung nach Bengasi-Benina und von dort nach Derna. Am 14. April 1941 erfolgte der erste Angriff Rommels auf Tobruk. In den nächsten drei Monaten flog die II./StG 2 fast täglich Angriffe auf Tobruk. Verlegung über Martuba nach Tmimi. Häufiger Absprung ab Flugplatz Gambut.
Im Mai 1941 flog die II./StG 2 Einsätze im Rahmen der Schlacht um Kreta. Dabei griff sie Handelsschiffe zwischen Kreta und Alexandria und den Flugzeugträger „Formidable“ an.
Die Spitzengliederung am 1. Oktober 1941 in Tmimi war: Kommandeur Major Enneccerus, Adjutant Oberleutnant Patschkowski, Staka 4. Oberleutnant Jakob, Staka 5. Oberleutnant Hamester, Staka 6. Oberleutnant Enger und der Chef der Flugbetriebskompanie war Hauptmann der Reserve Tschirsch. Am 18. Oktober 1941 übergab Major Enneccerus das Kommando über die II./StG 2 an Hauptmann Busselt, der zuvor Staka der 2./StG 76 bzw. 2./StG 3 war. In der Zeit vom 1. September 1939 bis 18. Oktober 1941 hat die II./Stuka 2 etwa 30 Besatzungen verloren, davon 4 Staffelkapitäne.
Am 13. Januar 1942 wurde die II./StG 2 in III. Gruppe Sturzkampfgeschwader 3 umbenannt. Damit entstanden die 7., 8. und 9. Staffel. Bereits ab Juli 1940 unterstand die Gruppe dem StG 3. Am 14. September 1942 bombardierten Junkers Ju 87 der 8. Staffel zusammen mit Junkers Ju 88 der I. Gruppe des Lehrgeschwaders 1 vor Marsa Matruh den britischen Kreuzer Coventry (Lage). Dieser wurde schwer beschädigt und später vom britischen Zerstörer Zulu versenkt.
Im Juni 1943 verlegte die III./StG 3 an die Ostfront, wo sie am 5. Juli 1943 am Unternehmen Zitadelle teilnahm. Unter der Luftflotte 6 der 1. Fliegerdivision zugeteilt, unterstützte sie den nördlichen Angriffskeil beim letztendlich gescheiterten Angriff in Richtung Kursk. Danach war sie am Südabschnitt, u. a. auf der Krim, eingesetzt. Am 18. Oktober 1943 erhielt sie die neue Bezeichnung III. Gruppe Schlachtgeschwaders 3. Anschließend wurde sie im Mittelabschnitt der Ostfront bei der Luftflotte 6 in der 1. Fliegerdivision eingesetzt. Ab 22. Juni 1944 stemmte sie sich letztendlich vergeblich gegen die sowjetische Operation Bagration die zur Befreiung Weißrusslands durch die Rote Armee führte. Im Juli 1944 erfolgte ihre Umrüstung auf Fw 190 F. Sie stand ab diesem Zeitpunkt bis Kriegsende in Einsätzen von Tilsit-Welonen und Frauenburg. Ab Dezember 1944 bis Kriegsende flog die Gruppe Einsätze im Großraum Zabeln. Zuletzt war sie dem Luftwaffenkommando Kurland unterstellt.

### Panzerjägerstaffel
Die Panzerjägerstaffel im Schlachtgeschwader 3 kam am 7. März 1944 zum Geschwader und trug dort die Bezeichnung 10.(Pz)/SG 3. Ihr Staffelführer war Oberleutnant Andreas Kuffner. Am 7. März 1945 schied die Staffel wieder aus dem Geschwader aus und trat wieder zum Ursprungsgeschwader, dem Schlachtgeschwader 3, zurück. Die „Kanonenvögel“ vom Typ Ju 87 D und Ju 87 G flogen über Sewastopol, später Riga und zuletzt im Raum Schippenbeil-Eggersdorf.

## Kommandeure

### Geschwaderkommodore
| Dienstgrad     | Name              | Datum                                |
| -------------- | ----------------- | ------------------------------------ |
| Oberst         | Karl Angerstein   | 10. Januar 1940 bis 3. Juli 1940     |
| Oberstleutnant | Georg Edert       | 3. Juli 1940 bis 1. April 1941       |
| Oberstleutnant | Karl Christ       | 1. April 1941 bis 28. Februar 1942   |
| Oberstleutnant | Walter Sigel      | 1. März 1942 bis 1. April 1943       |
| Major          | Kurt Kuhlmey      | 1. April 1943 bis 15. Dezember 1944  |
| Major          | Bernhard Hamester | 15. Dezember 1944 bis 28. April 1945 |

### Gruppenkommandeure
I. Gruppe
| Dienstgrad | Name              | Datum                                |
| ---------- | ----------------- | ------------------------------------ |
| Hauptmann  | Walter Sigel      | 1. Mai 1939 bis 1. März 1942         |
| Hauptmann  | Heinrich Eppen    | 1. März 1942 bis 4. Juni 1942        |
| Hauptmann  | Martin Mossdorf   | 5. Juni 1942 bis 11. November 1942   |
| Hauptmann  | Horst Schiller    | 1. Dezember 1942 bis 2. Juni 1943    |
| Hauptmann  | Helmut Naumann    | 18. Oktober 1943 bis 1944            |
| Hauptmann  | Hans von Bargen   | Anfang 1944 bis 6. Juli 1944 (+ KIA) |
| Hauptmann  | Hans Töpfer       | 7. Juli 1944 bis 19. Februar 1945    |
| Hauptmann  | Heinrich Smikalla | 4. März 1945 bis 8. Mai 1945         |

II. Gruppe
| Dienstgrad   | Name               | Datum                                                  |
| ------------ | ------------------ | ------------------------------------------------------ |
| Major        | Werner Rentsch     | 1. November 1938 bis 31. August 1939                   |
| Oberleutnant | Paul-Werner Hozzel | 1. September bis 30. September 1939 (vertretungsweise) |
| Oberleutnant | Paul-Werner Hozzel | 1. Oktober 1939 bis 31. Mai 1941                       |
| Major        | Sorge              | 31. Mai 1941 bis 1. Januar 1942                        |
| Major        | Kurt Kuhlmey       | 1. Januar 1942 bis 31. März 1943                       |
| Hauptmann    | Theodor Nordmann   | 18. Oktober 1943 bis 18. Januar 1945                   |
| Hauptmann    | Adolf Heimlich     | 18. Januar 1945 bis 8. Mai 1945                        |

III. Gruppe
| Dienstgrad | Name                     | Datum                                  |
| ---------- | ------------------------ | -------------------------------------- |
| Hauptmann  | Schmidt                  |                                        |
| Major      | Walter Rudolf Enneccerus | 15. Dezember 1939 bis 18. Oktober 1941 |
| Hauptmann  | Busselt                  | ab 18. Oktober 1941                    |
| Major      | Bernhard Hamester        | 15. Oktober 1942 bis 1. Dezember 1943  |
| Hauptmann  | Eberhard Jacob           | 1. Dezember 1943 bis April 1944        |
| Hauptmann  | Siegfried Göbel          | Mai 1944 bis März 1945                 |
| Hauptmann  | Erich Bunge              | März 1945 bis 8. Mai 1945              |

## Bekannte Geschwaderangehörige
- Kurt Kuhlmey (1913–1993), war von 1968 bis 1971, als Generalmajor der Luftwaffe der Bundeswehr, erster Kommandeur des Lufttransportkommandos (LTKdo)
- Wilhelm Meyn (1923–2002), war von 1977 bis 1979, als Generalmajor der Luftwaffe der Bundeswehr, Stellvertreter des Befehlshabers des Luftwaffenführungskommandos
- Heinz-Georg Wilhelm Migeod (1918–2010), war ein Historiker, Orientalist, Autor und Kaufmann